# G6犀牛式自行榴弹炮
G6犀牛式自行榴弹炮（G6 Rhino）是南非设计的一款防地雷自行榴弹炮。它是作为G5榴弹炮的一种炮塔式自行火炮变体，其将火炮与六轮装甲车底盘相结合。G6犀牛式自行榴弹炮的设计工作始于20世纪70年代末，旨在取代南非陆军炮兵团装备的早已过时的司事式自行火炮，并于1988年至1999年间开始批量生产。
G6犀牛式自行榴弹炮在刚正式列装南非军队时被认为是现役机动性最强的自行榴弹炮之一。它的底盘兼具防地雷和防爆能力，使其能够在实地测试期间承受多次TM-46地雷爆炸。作为一款轮式车辆，G6犀牛式自行榴弹炮可以通过公路进行长途部署而不会消耗过多的燃料或需要坦克运输车。
G6犀牛式自行榴弹炮在南非边境战争的最后两年里进入部队服役，并在奎托夸纳瓦莱战役期间频繁炮击安哥拉人民武装部队的阵地。G6犀牛式自行榴弹炮能够在不到两分钟的时间内以最少的准备迅速炮轰目标并转移阵地，这大大降低了安哥拉发动报复性空袭和反炮兵火力时受到的威胁。随后，阿联酋和阿曼购买了若干G6犀牛式自行榴弹炮，出口型号包括一种装有神射手炮塔和双管35mm自动炮的专业防空变体型号。
智利曾短暂地使用CC-SP-45这一许可证生产G6犀牛式自行榴弹炮，但后来因为智利军队没有采用该系统后而被终止。伊拉克也在加拿大炮兵工程师杰拉尔德·布尔的技术援助下制造了自己的国产G6犀牛式自行榴弹炮变体“Al Majnoon”，后来它演变成体型更大、结构更复杂的法奥式自行榴弹炮。

## 弹药特性
- 最大射程：

- - 30,000 m（发射标准高爆弹）

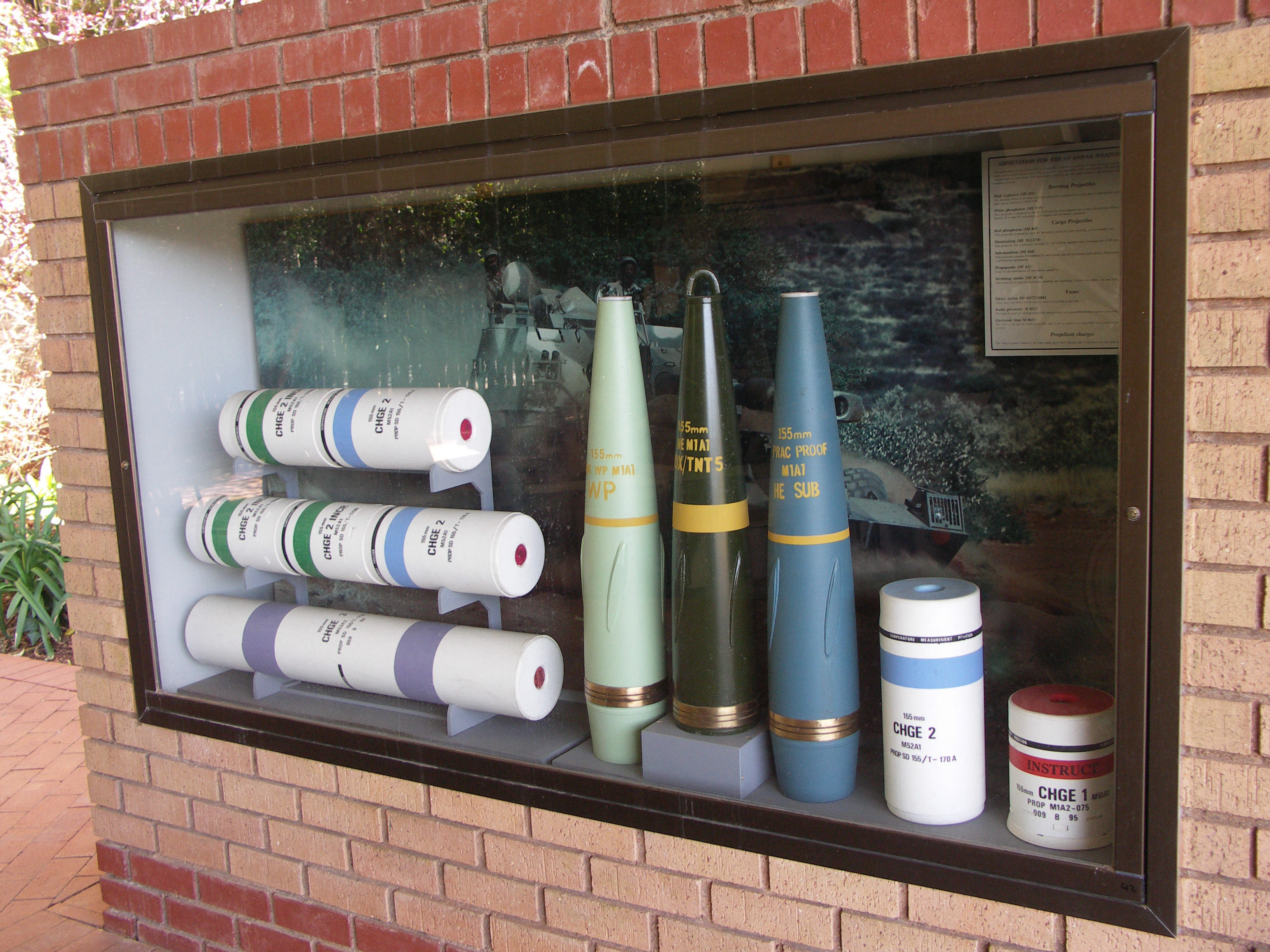
G5/G6使用的弹药

- - 39,000 m（发射弹尾排放（英语：base bleed）高爆弹）

- - 42,000 m（G6-52发射弹尾排放高爆弹）

- - 50,000 m（G6-52射程延长型发射弹尾排放高爆弹）

- - 52,500 m（G6发射增速远程弹(Velocity - enhanced Long range Artillery Projectile，缩写为V-LAP)）

- - 58,000 m（G6-52发射增速远程弹(Velocity - enhanced Long range Artillery Projectile，缩写为V-LAP)）

- - 67,450 m（M9703A1增速远程弹，G6-52射程延长型上使用该弹种时射程为73000米）

- - 76,280m（发射M9703惰性增速远程弹）[18]

- 最小射程：3,000 m

- 射速：4发/分，持续开火时2发/分。

- 弹药：155 mm远程全膛弹（ERFB），备弹47发，50 发装药，64发火帽和引信

- 精度：方位角范围内为0.1%，射程范围内为0.48%

- 2012年，G6犀牛式自行榴弹炮发射了4枚M982神剑导引炮弹，射程达38公里，均落在目标点5米以内。[19]

## 变体型号
- G6

- G6 M1A3：出口至阿联酋的型号。

- G6-52（23升室）

- G6-52射程延长型（25升室）

- Al-Majnoon：伊拉克得到生产许可后制造的型号

- - 车组人员减少至3-5人；

- - 能够以8发/分的射速发射射程长达67公里的炮弹；

- - 越野速度提高到近70公里/小时；

- - 实施了同时弹着炮击模式（Multiple Rounds Simultaneous Impact，缩写为MRSI），可同时向25公里外的目标发射六发G6-52L变体使用的炮弹或五发G6-52使用的炮弹。

- G6神射手：英国自行防空炮系统，将神射手炮塔安装在了G6犀牛的底盘上。[20]

## 各国使用

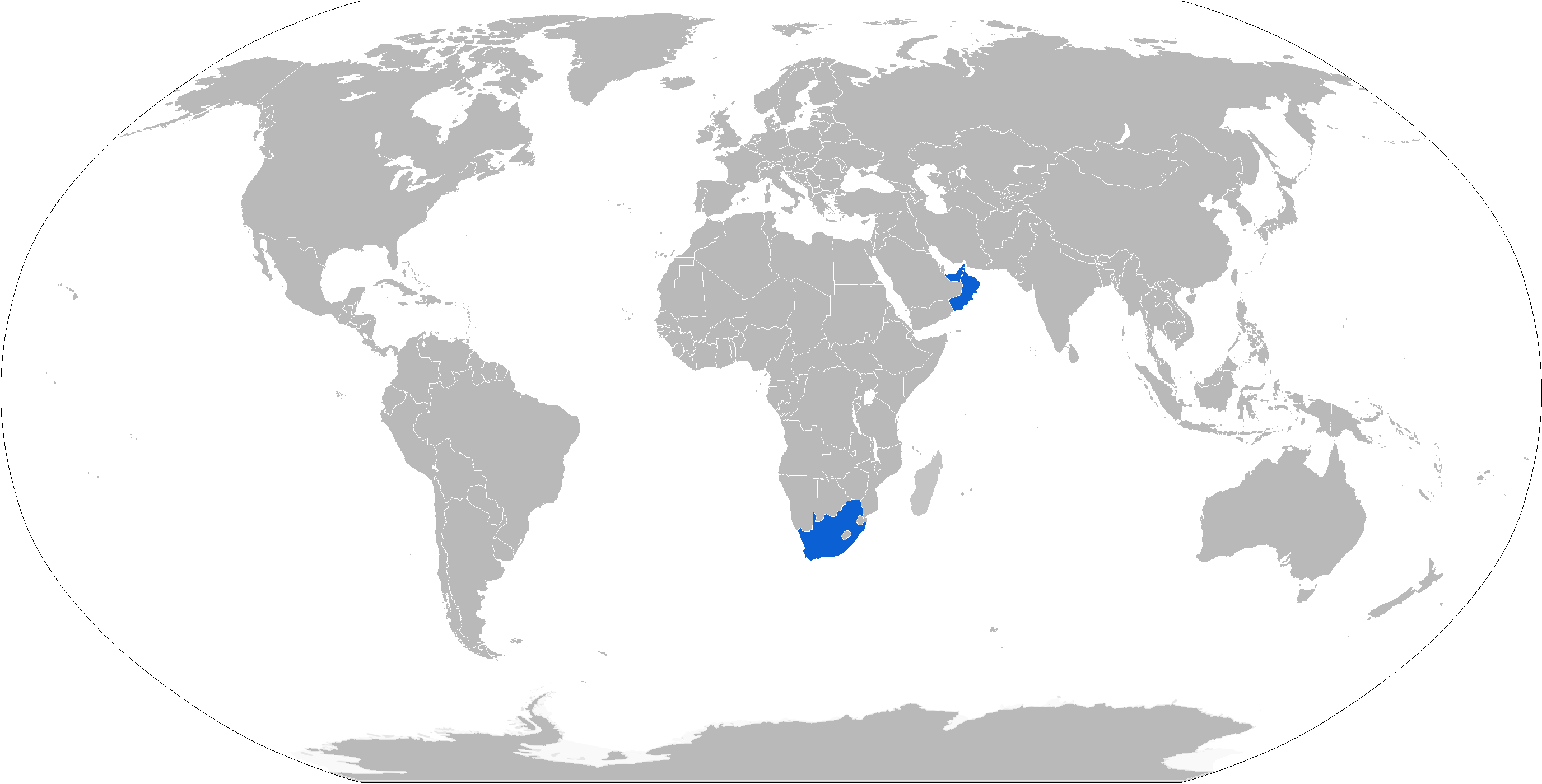
地图上以蓝色标记的国家为G6犀牛式自行榴弹炮使用国

- 南非:43辆，[21] 其中两辆经常用于训练，其余的存放在仓库中。[22] 在南非国防军中也被称为GV6犀牛。[23]

- 阿拉伯联合酋长国 : 78辆[21]

- 阿曼: 24辆[21]

## 服役历史
第一辆G6犀牛式自行榴弹炮原型车出现在1981年，当时正值南非边境战争的高峰期。到20世纪80年代中期，南非国防军正在测试四辆G6犀牛式自行榴弹炮原型车。1987年10月，作为胡珀行动的一部分，南非政府下令将所有G6犀牛式自行榴弹炮部署到安哥拉进行实地战斗测试；其中一辆G6犀牛式自行榴弹炮的引擎出了故障，所以只有三辆G6犀牛式自行榴弹炮抵达安哥拉，它们加入了隶属于南非第四步兵营的远征军。作为一个独立的火炮平台，这三辆G6犀牛式自行榴弹炮在炮击位于奎托夸纳瓦莱的安哥拉战略机场时发挥了重要作用。在这方面，G6犀牛式自行榴弹炮的车组人员得到了南非特种部队的大力协助，这些特种部队在机场附近充当前线炮兵观察员；G6犀牛式自行榴弹炮曾在一次炮击中摧毁了四架准备起飞的安哥拉空军米格-21战斗机。
G6犀牛式自行榴弹炮对奎托夸纳瓦莱机场构成了严重威胁，最终迫使安哥拉飞行员将他们的飞机转移到了位于梅农盖的另一个简易机场，该机场在G5榴弹炮和G6犀牛式自行榴弹炮的射程之外，但由于梅农盖离前线战区很远，他们的执行任务的时间和能力严重下降。然而，安哥拉空军也开始将南非炮兵阵地作为袭击的主要目标，这迫使G6犀牛式自行榴弹炮在每次炮击后不得不转移阵地。G6犀牛式自行榴弹炮本身被认为是非常有价值的，因此南非第10防空团的一支防空特遣队在之后的战役中被派往G6犀牛式自行榴弹炮阵地。
南非边境战争结束后，G6犀牛式自行榴弹炮直到2015年也门内战期间才再次参加战斗，当时阿联酋国防军在亚丁部署了一辆单独的G6犀牛式自行榴弹炮。G6犀牛式自行榴弹炮由船只运送至亚丁，一支大型阿联酋装甲部队负责护送。此后，它们被用来炮击胡塞武装分子的阵地，以支持阿联酋和也门联军在塔伊兹附近发动的攻势。

## 图库

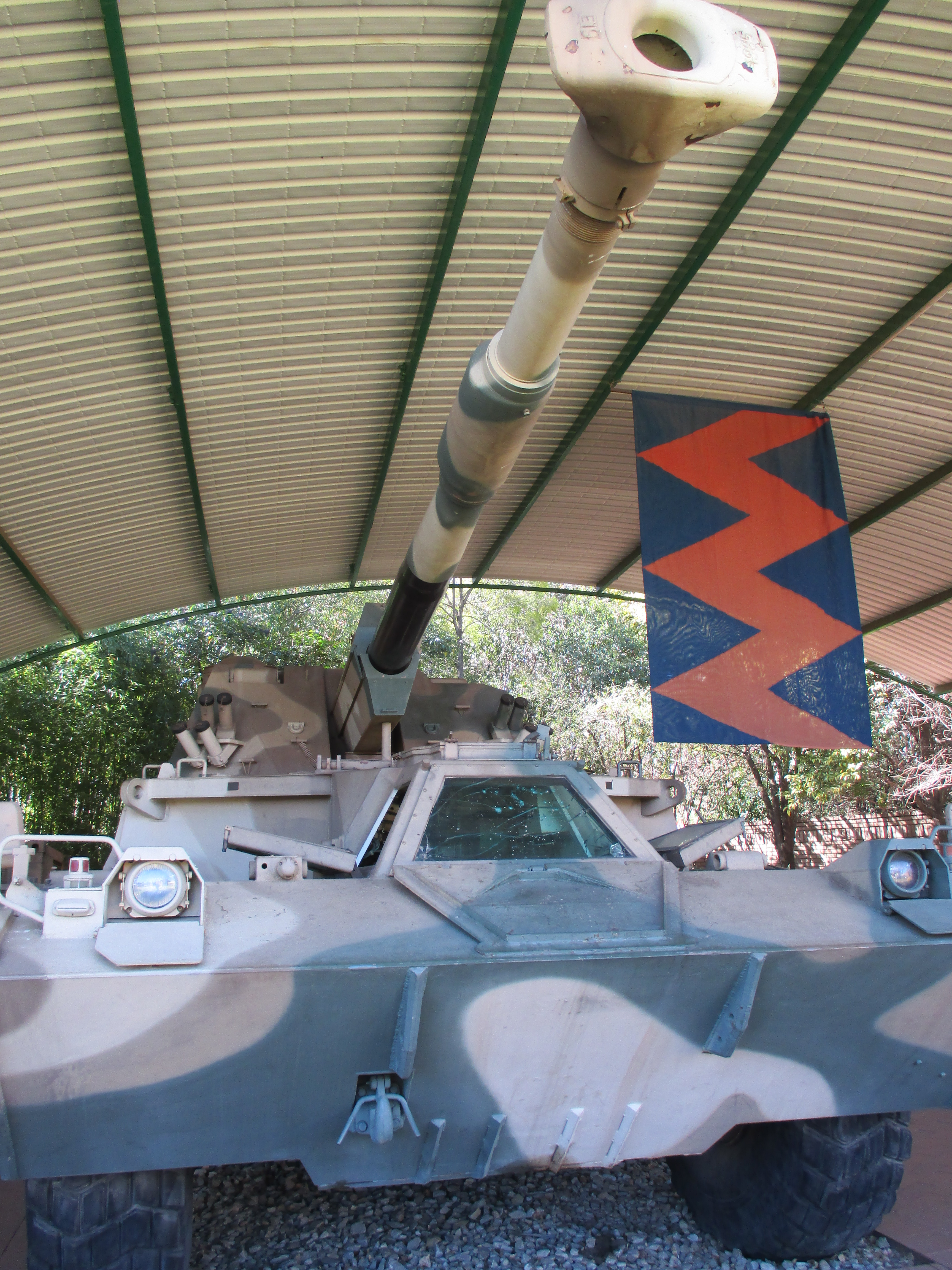
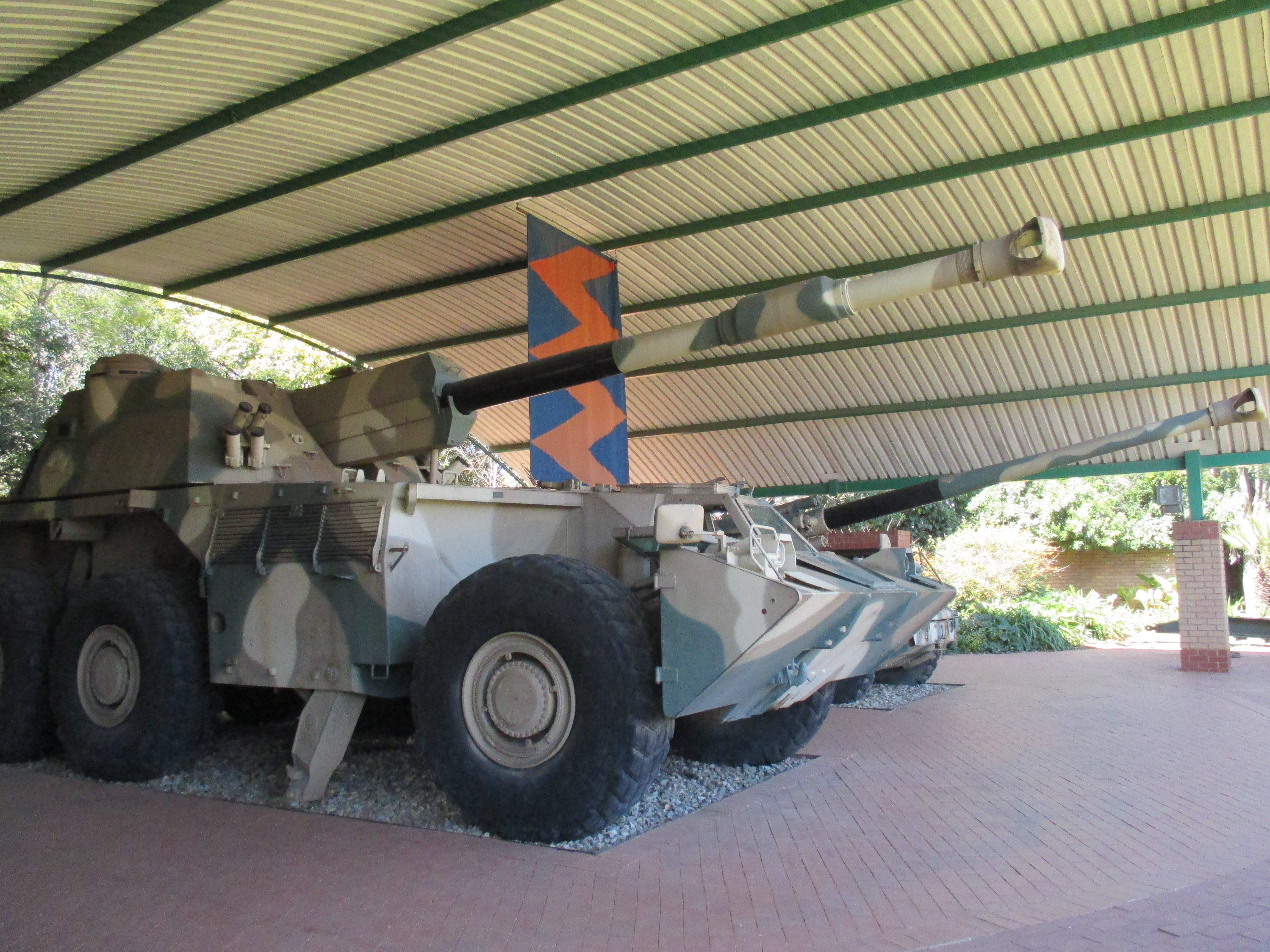
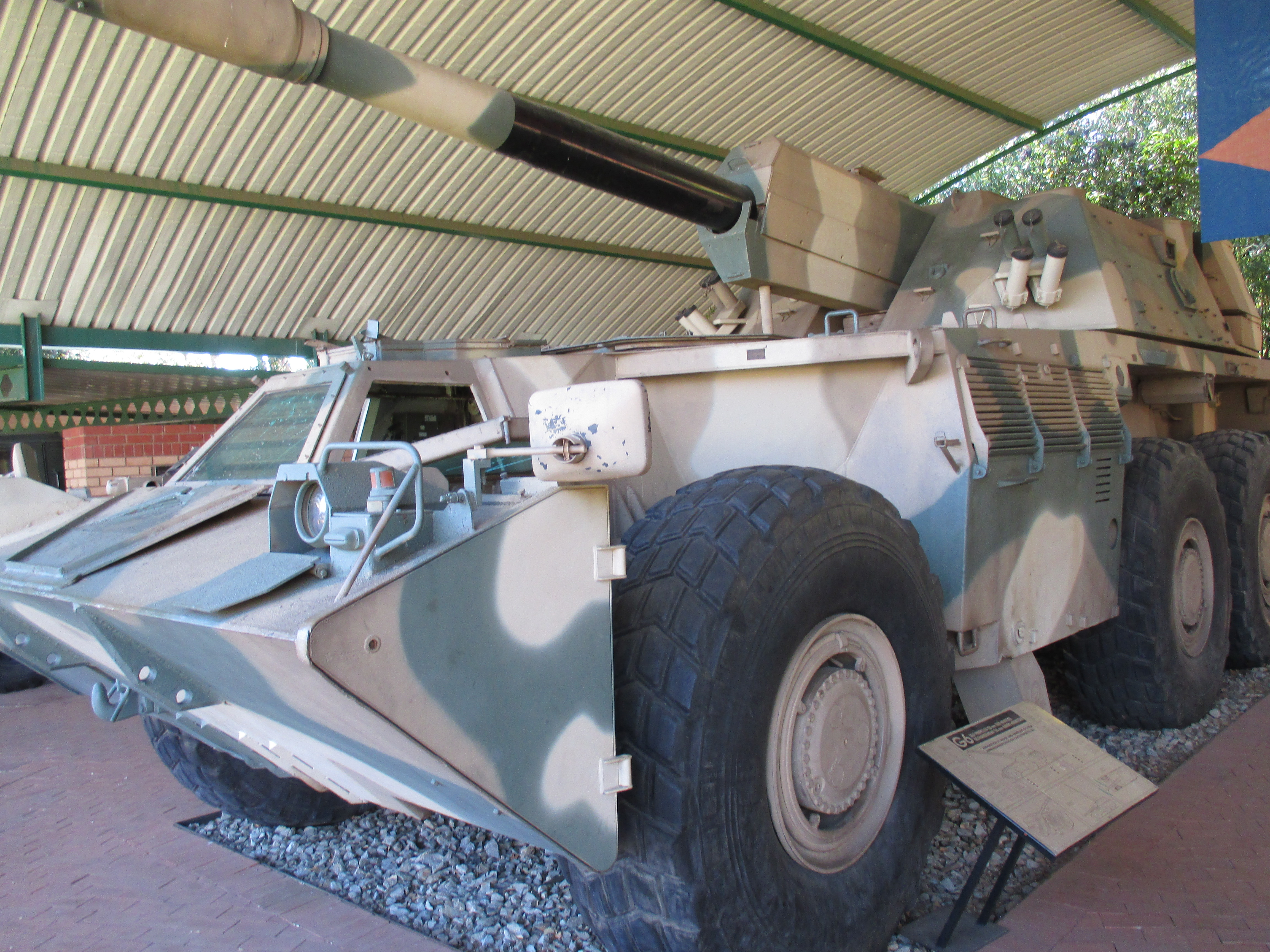
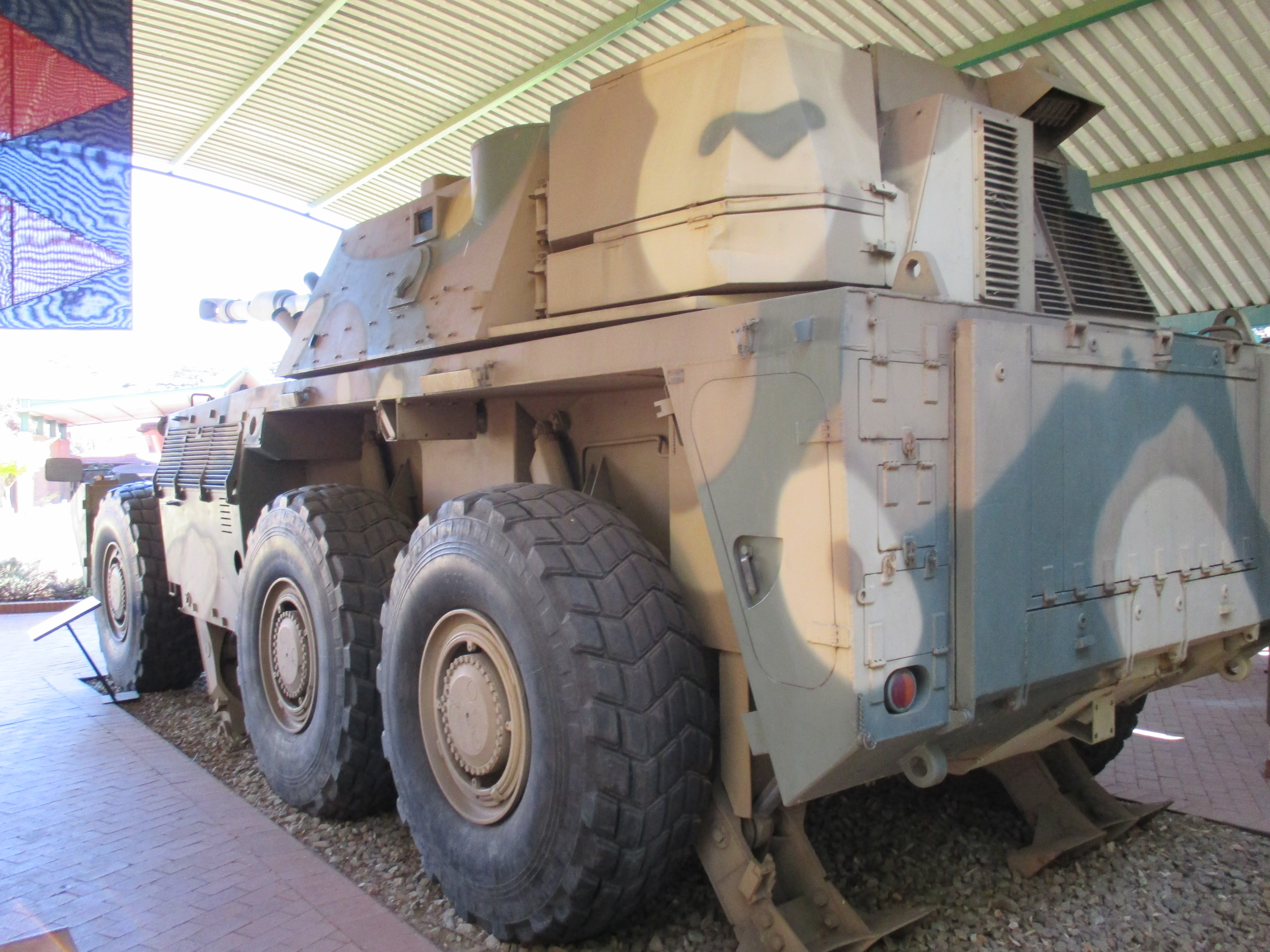
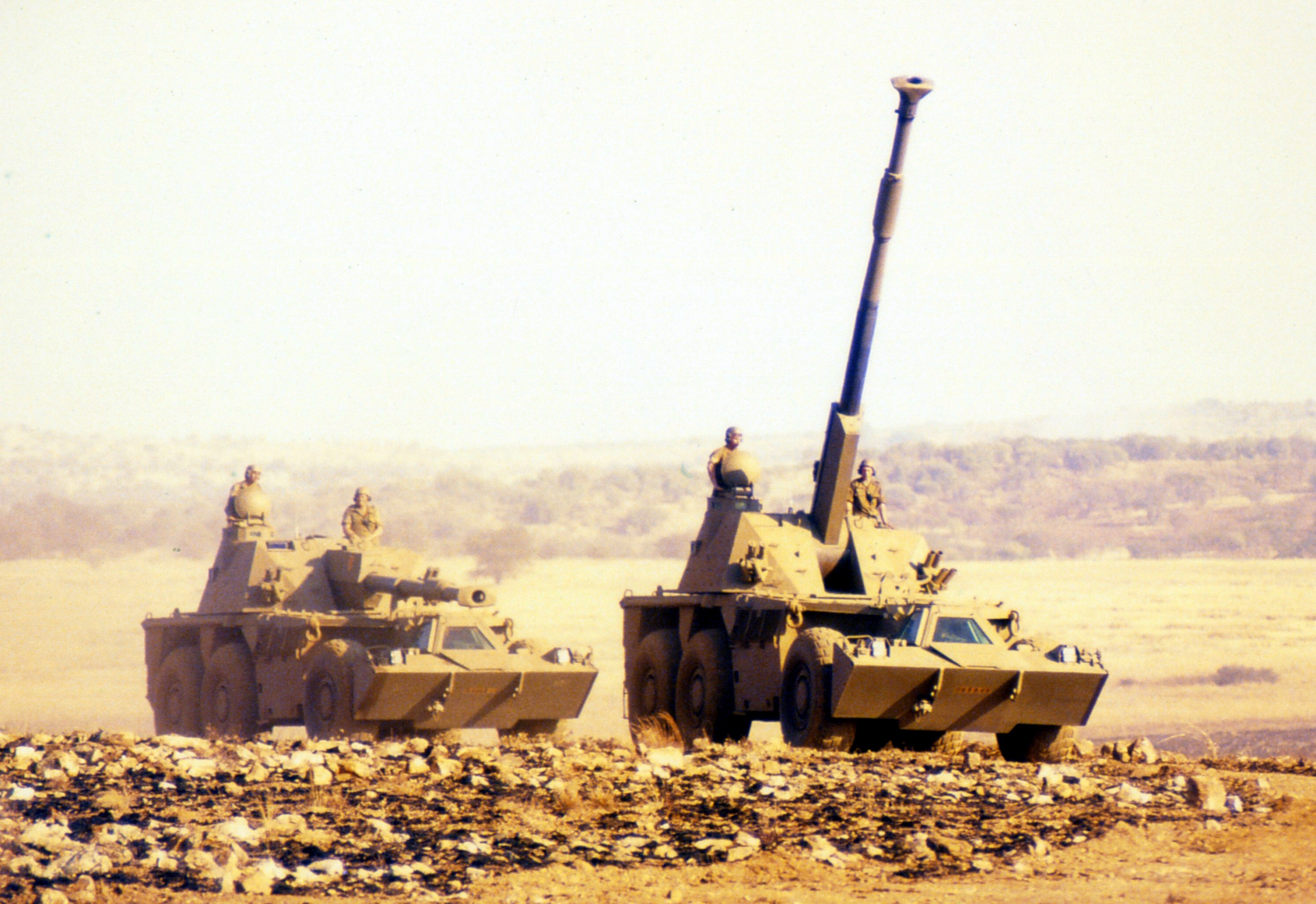